# Commodore 900
A Commodore 900 (más néven: C900, Z-8000, illetve Z-Machine) a Commodore International prototípus számítógépe volt, mely egy megfizethető Unix-szerű, illetve azzal kompatibilis munkaállomásként az üzleti felhasználást célozta meg. Az akkorra már korosodó Commodore PET/Commodore CBM-II személyi számítógép családot lett volna hivatott leváltani, melyek Európában sikert értek el az üzleti szegmensben. A fejlesztési projekt 1983-ban indult Frank Hughes, Robert Russell, illetve Shiraz Shivji mérnökök részvételével. Úgy volt, hogy a sorozatgyártás 1985-ben fog megkezdődni a Commodore nyugat-németországi gyáregységében, de csak ötven prototípus került legyártásra és fejlesztőrendszerekként történő eladásra, mielőtt a projektet törölték.
A C900 egy Zilog Z8001-es processzoron alapuló 16-bites számítógép volt 2MB-ig bővíthető RAM-mal, 1.2 MB-os floppy meghajtóval, 20 MB-os merevlemezzel, monokróm grafikus- (Model 2), vagy szöveges megjelenítővel (Model 1). Az RS-232 protokollt megvalósító soros port biztosította a hálózati kommunikációt, melynek legnagyobb adatátviteli sebessége 19.200 bps volt. Egy a Unixhoz hasonló operációs rendszer, a Coherent futott rajta. A gépnek két változatát fejlesztették ki, egy szervergépet (Model 1) tisztán szöveges kijelzővel és egy munkaállomást (Model 2) 1024×800 képpontos felbontással, melyet a MOS Technology 8563-as videóchipje (VDC) állított elő.
A C900 háza hasonló az Amiga 2000-éhez, csak kicsit nagyobb annál. A hasonlóság oka, hogy a korábban megtervezett és végül törölt C900 projekt egyes elemeit, eredményeit hasznosították a későbbi modelleknél. A projekt törlésében az játszotta a fő szerepet, hogy mire gyártásba kerülhetett volna, addigra a Commodore felvásárolta az Amiga Corporation-t és ezután az Amiga termékvonal fejlesztésére helyezték a fókuszt.